# Somewhere at the Bottom of the River Between Vega and Altair
| Оценки критиков         | Оценки критиков |
| Источник                | Оценка          |
| ----------------------- | --------------- |
| Absolute Punk           | (91%)           |
| Can You See the Sunset? | (favorable)     |
| MusicEmissions          | [ 3 ]           |
| Pruegrainaudio          | (8.4/10)        |
| Punknews.org            | [ 5 ]           |
| Strangeglue             | [ 6 ]           |
| Ultimate Guitar         | (9.7/10)        |

Somewhere at the Bottom of the River Between Vega and Altair — дебютный альбом группы La Dispute, который был выпущен 11 ноября 2008 года одновременно с мини-альбомом Here, Hear II. при поддержке лейбла No Sleep Records на CD и виниле. Название альбома происходит из азиатской сказки, которой следуют тексты песен. Альбом получил позитивные отзывы критиков и заслужил звание наследия постхардкор сцены.

## Запись и издание
La Dispute потратила год на написание и запись альбома. Запись происходила в StudiOtte в Гранд-Рапидсе и была закончена в июле 2008 года. Альбом был издан 11 ноября 2008 года через лейбл No Sleep Records, договор с которым был подписан за несколько месяцев до выпуска альбома.
Чтобы материально поддержать выход альбома, группа сыграла три концерта, которые прошли в их родном штате Ванкувере: 8 ноября в Гранд-Рапидсе, 14 ноября в Траверс-Сити и 22 ноября в Хоулле.

## Стиль
В альбоме содержатся элементы постхардкора, скримо, металкора, построка, прогрессивного рока и эмо. Альбом характеризуют различными жанрами, включая даб влияния на бас и барабаны, и разнообразный вокал Джордана Дрейера, который часто меняется от громких криков и скримо хардкор-панка до разговорной речи и фальшивого пения. Лирически альбом показывает множество тем эмоциональных страданий и он считается ультра-эмоциональным. Его чувствительный уровень колеблется около боли, ярости, гнева и утраты. В альбоме читается азиатская сказка под названием «Ткачиха и Пастух», история о принце и принцессе, которые после свадьбы были разделены непроходимой рекой. До выхода альбома эта история рассказывалась в четвёртом треке их ранее изданного EP Here, Hear. Однако, когда Джордан Дрейер ответил на вопрос журналистов о концепте стихов альбома, он сказал, что песни более автобиографичные чем тематические, а народная сказка использована как «точка опоры» для создания личностной борьбы. Дополнительная тема стихов повествует о двух разводах Дрейера.
Первый трек альбома «Such Small Hands» — разговорная песня о «кажущихся, неконтролируемых домах». Бред Вандер Ладжт прокомментировал популярность песни: «Мы не можем этого понять! Это просто интро запись, у меня нет ни одной идеи почему люди так цепляются… Забавно, мы даже не считали её за песню». «Bury Your Flame» звучит как «идеальное слияние блюза, построка и хардкора».

## Критика
Альбом является удачным для лейбла No Sleep Records и в общем было продано 8,280 виниловых копий.
В 2012 году британский журнал Rock Sound добавил дебютный альбом La Dispute на 53 место в списке 101 Modern Classics. Журнал посчитал альбом более «классическим» чем Follow the Leader у Korn и The Battle of Los Angeles у Rage Against the Machine, заявив что: «их дебютный альбом был эмоциональным трипом через грубый панк, противоречивый хардкор и сломанную поэзию, в котором заключается вся его уникальность».

## Список композиций
| №                   | Название                             | Длительность |
| ------------------- | ------------------------------------ | ------------ |
| 1.                  | «Such Small Hands»                   | 1:35         |
| 2.                  | «Said the King to the River»         | 4:01         |
| 3.                  | «New Storms for Older Lovers»        | 4:59         |
| 4.                  | «Damaged Goods»                      | 2:55         |
| 5.                  | «Fall Down, Never Get Back Up Again» | 2:45         |
| 6.                  | «Bury Your Flame»                    | 4:35         |
| 7.                  | «Last Blues for Bloody Knuckles»     | 5:00         |
| 8.                  | «The Castle Builders»                | 2:46         |
| 9.                  | «Andria»                             | 4:20         |
| 10.                 | «Then Again, Maybe You Were Right»   | 1:36         |
| 11.                 | «Sad Prayers for Guilty Bodies»      | 3:46         |
| 12.                 | «The Last Lost Continent»            | 12:02        |
| 13.                 | «Nobody, Not Even the Rain»          | 1:10         |
| Общая длительность: | Общая длительность:                  | 51:38        |

## Участники записи
| La Dispute - Джордан Дрейер — Вокал, текст, перкуссия - Бред Вандер Ладжт — Ударная установка, клавишные, перкуссия, бэк-вокал - Чэд Стеринбург — Гитара, бэк-вокал - Кевин Уайттемор — Гитара, бэк-вокал, лэп-стил-гитара в треке «Andria» - Адам Весс — бас-гитара, дополнительная гитара, бэк-вокал | Дополнительный персонал - Адам Кул — дополнительный композитор к трекам 1, 2, 6, 13. Дополнительная гитара к «Such Small Hands» и «Nobody, Not Even the Rain» - Ким Росен — Мастеринг - Джоэль Отте — микширование, звукорежиссёр - Трой Отте — Звукорежиссёр, бэк-вокал - Ник Вандер Ладжт — Бэк-вокал - Ник Сатиновер — Иллюстратор |